# Programari espia
Els programes espia o spyware són aplicacions (programes informàtics) que recopilen informació sobre una persona o una organització sense que aquesta ho sàpiga. Un programa espia pot recol·lectar molts tipus diferents d'informació d'un usuari. Els més benignes poden intentar seguir el rastre dels diferents tipus de llocs web que l'usuari visita i enviar la informació a una agència de publicitat. Les versions més malicioses poden intentar desar el que l'usuari mecanografia per mirar d'interceptar claus o nombres de targetes de crèdit.
En paraules senzilles, són programes espia aquells que vigilen el que les persones fan amb el seu ordinador amb el fi de robar dades personals i enviar-les a una altra persona a través d'Internet. Poden tenir accés al contingut i adreces del correu electrònic, a les claus d'accés, al contingut de tota mena de documents creats o descarregats, a adreces IP o DNS, al telèfon, al país, a les pàgines que es visita, quanta estona s'hi està en cada una d'aquestes i cada quant s'hi torna.
Per a eliminar els programes espies, es poden utilitzar diversos programes, com per exemple l'Spy Sweeper o el Sin espias. També n'hi ha de gratuïts com l'Ad-aware o l'Spybot.

## Història i desenvolupament
El primer ús del terme spyware registrat va ocórrer el 17 d'octubre de 1994 en un correu a Usenet per ridiculitzar el model de negoci de Microsoft. Spyware, més tard, es referiria als equips d'espionatge amb càmeres minúscules. Tanmateix, al principi del 2000, el fundador de Zone Labs, Gregor Freund, utilitzava el terme en una presentació a la premsa de ZoneAlarm Personal Firewall. Des d'aquesta època, els usuaris d'ordinadors han fet ús de la paraula en el sentit més habitual.

## Utilització
El seu ús és il·legal. Els programes espia arriben a l'ordinador mitjançant un troià, així accedeixen i reenvien tota mena de dades des de l'ordinador sense que els seus usuaris en siguin conscients. Aquests programes roben especialment contrasenyes i números de targetes de crèdit que després venen als mercats negres de la xarxa.
Segons un estudi fet el 2010 per la multinacional de seguretat GData SecurityLabs, els comptes PayPal que permeten la transferència de diners entre usuaris amb correu electrònic s'oferien a partir de quatre euros i es podien comprar targetes de qualsevol operador de telefonia mòbil des de 10 euros. Sembla que la quantitat de programes espia ha augmentat un 50% en el primer semestre de 2010.